# Distretto di Kamin'-Kašyrs'kyj
Il distretto di Kamin'-Kašyrs'kyj (in ucraino Камінь-Каширський район?, Kamin'-Kašyrs'kyj rajon) è un distretto nell'oblast' di Volinia in Ucraina. Il suo centro amministrativo è la città di Kamin'-Kašyrs'kyj .Ha una popolazione di 130 382 abitanti.

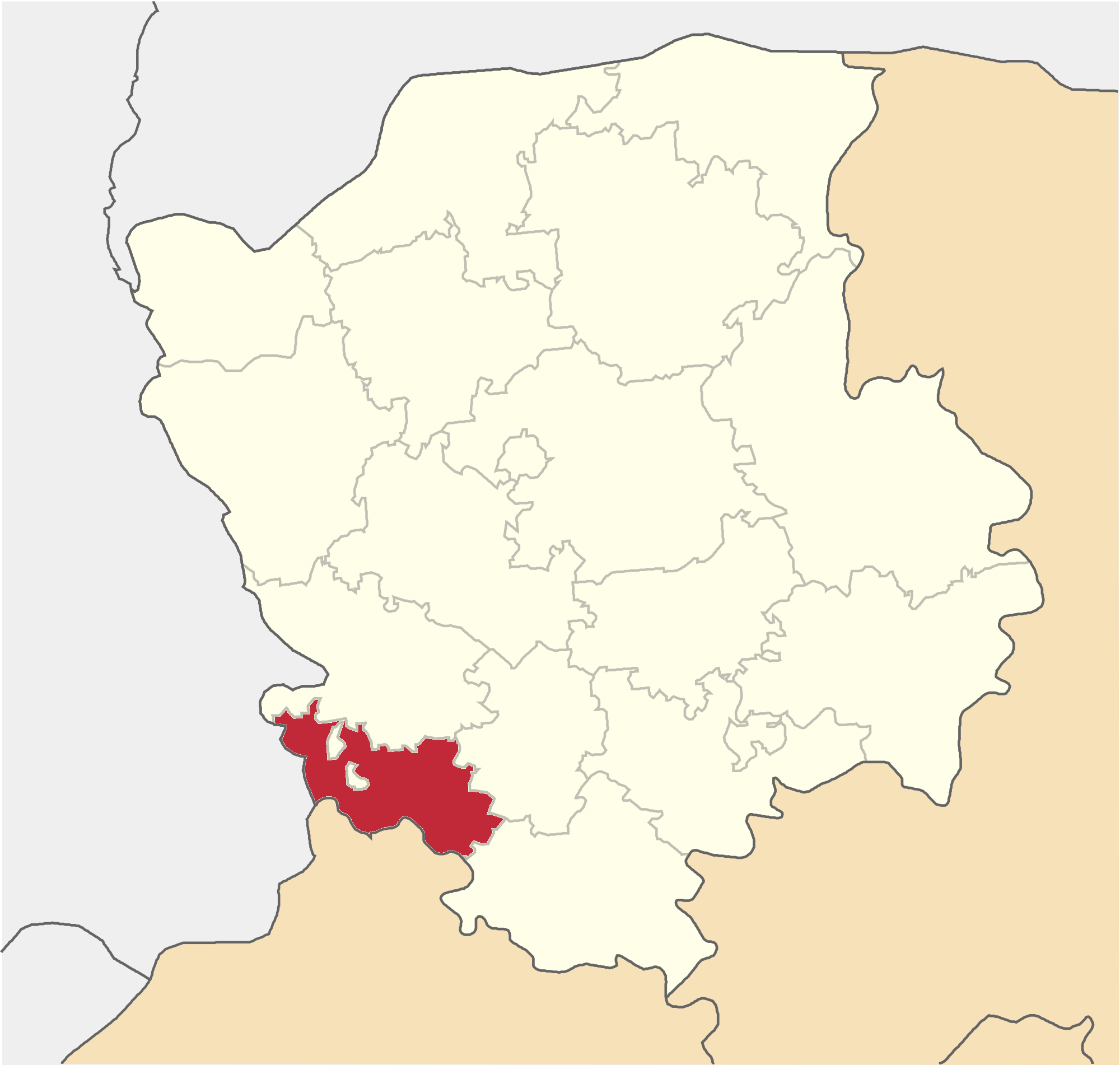
Territorio del distretto prima della riforma amministrativa del 2020

Il 18 luglio 2020, come parte della riforma amministrativa dell'Ucraina, il numero di distretti dell'oblast di Volinia è stato ridotto a quattro e l'area del distretto di Kamin'-Kašyrs'kyj è stata notevolmente ampliata.